# سليمان الجبيلان
سليمان عبد العزيز حمد الجبيلان (28 نوفمبر 1956 -) هو شيخ وداعية إسلامي سعودي وإمام جامع أنس بن مالك.

## حياته ونشأته
ولد في 28 نوفمبر 1956 في محافظة عنيزة في القصيم، ، يتبع مذهب أهل السنة والجماعة ومهتم بالدعوة والإرشاد وله عدة محاضرات ، ويمتاز الشيخ بالحس الفكاهي والدعابة والمزاح عند إلقاء المحاضرات الدينية ويختص بالجانب الشبابي ، ويعتبر الداعي الشبابي الأول في المملكة العربية السعودية وقد كان أحد طلاب الشيخ إبن عثيمين.

## محاضراته[4]
- ماذا تفعل في الظلام
- مهندس القلوب
- ردود غـبيـة
- تحت الشجرة
- ابتسم
- حلو .. نعيش بمسؤولية
- خمسة خسفت به
- الوقاية حماية
- بدون زعل
- لقاء وارتقاء
- فكر واشكر
- واجب الشباب نحو كتاب الله
- قبل ضياع العمر
- كنوز مفقودة في حياة الأمة
- حب مزيف

## وصلات خارجية
- صفحة الشيخ على موقع طريق الإسلام.